# تاريخ اليهود في أستراليا

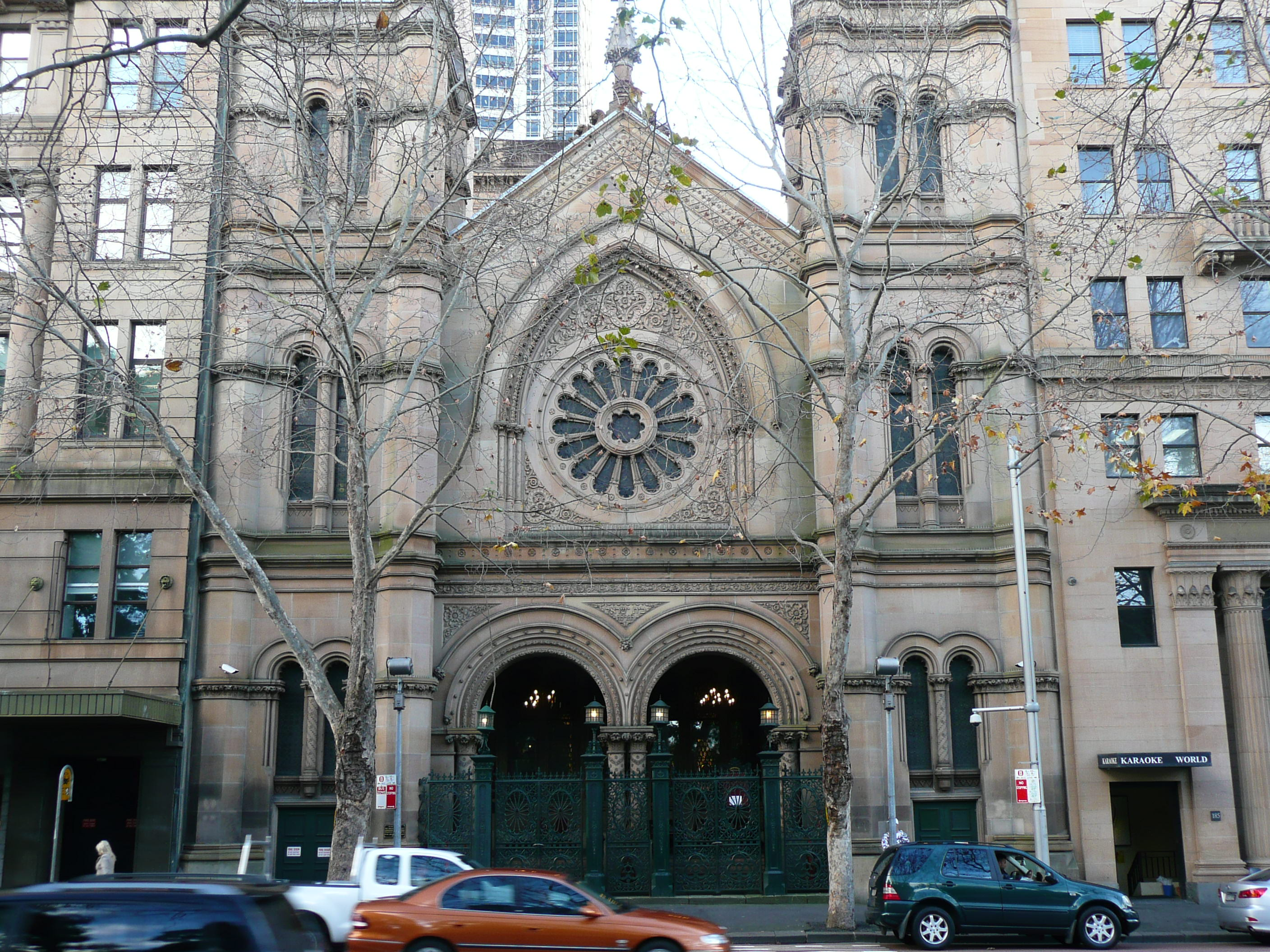
عدد الزخرفات الطويلة فوق الباب

تاريخ اليهود في أستراليا، هو مصطلح يشير إلى تاريخ اليهود الأستراليين بدءًا من فترة نشوء المستوطنة البريطانية في أستراليا عام 1788. ولا يوجد دليل على وجود أي بحارة يهود بين طاقم الأوروبيين الذين زاروا أستراليا قبل عام 1788. وجاء أوائل اليهود إلى أستراليا عندما رُحل جزائيًا المحكوم عليهم إلى خليج بوتاني في عام 1788 على متن الأسطول الأول الذي أسس أول مستوطنة أوروبية في القارة، في موقع سيدني حاليًا.
أشار 97335 أستراليًا إلى أنهم من الطائفة اليهودية في تعداد 2011، إلا أن التقديرات أشارت إلى وجود نحو 112 ألف يهودي في أستراليا، إذ كانت الإجابة على السؤال المتعلق بالإحصاء اختيارية. غالبية اليهود في أستراليا من اليهود الأشكناز، وكثير منهم من اللاجئين اليهود، بمن فيهم الناجين من الهولوكوست الذين وصلوا أثناء الحرب العالمية الثانية، وبعدها، مع ذريتهم. ويشكل اليهود نحو 0.5٪ من سكان أستراليا اليوم.

## نبذة تاريخية
يُعد كتاب هيلاري روبنشتاين وويليام روبنشتاين اليهود في أستراليا: تاريخ موضوعي (مجلدان، 1991)، وكتاب سوزان روتلاند حافة الشتات: قرنان من الاستيطان اليهودي في أستراليا (2001؛ الطبعة الأولى 1988) من أهم كتب تاريخ اليهود العام في أستراليا. كتب كل من هؤلاء المؤرخين الأكاديميين تاريخًا عامًا أكثر إيجازًا أيضًا، مع اختيار كتاب هيلاري روبنشتاين: اليهود في أستراليا (1987) ليكون أول كتاب شامل لتاريخ يهود أستراليا، إذ وصفه الحاخام ريموند آبل بأنه تجميع مثالي للقصص المتفرقة حول مجموعة من الأقلية الملونة وطريقة تفاعلها مع المجتمع بشكل عام. وألّف الحاخام جون سيمون ليفي، المؤلف المشارك لكتاب التكوين الأسترالي: المرحلون والمستوطنون اليهود بين عامي 1788 و1850 (1974)، بتأليف دليل السيرة الذاتية هذه هي الأسماء: الحياة اليهودية في أستراليا بين عامي 1788 و1860 (2013)، وصدرت مجلة المجتمع التاريخي اليهودي الأسترالي (التي تأسست عام 1939) مرتين في السنة، ونشرت أعدادها في سيدني وملبورن على التوالي. هناك أيضًا عدد من الدراسات المنشورة حول جوانب التاريخ اليهودي الأسترالي، وللحصول على دليل تاريخي يمكن اعتماد كتاب سيرج ليبرمان ببليوغرافيا اليهودية الأسترالية بين عامي 1788 و2008 (2011)، إضافةً إلى الأدب اليهودي الأسترالي.

### التاريخ الحديث
تعتبر الرعاية اليهودية من بين أكبر منظمات المساعدة اليهودية في أستراليا وأقدمها، إذ تأسست في عام 1935 تحت اسم جمعية الرعاية اليهودية الأسترالية للمساعدة في الهجرة اليهودية من ألمانيا النازية. وما تزال تعمل في مساعدة المهاجرين وتقديم خدمات رعاية أخرى لهم.
افتتح المتحف اليهودي الأسترالي التابع للجالية اليهودية في ملبورن عام 1982، وافتتح المتحف اليهودي في سيدني عام 1992 لإحياء ذكرى الهولوكوست، وكذلك «لتحدي تصورات الزوار للديمقراطية والأخلاق والعدالة الاجتماعية وحقوق الإنسان». وازداد معدل الهجرة من أستراليا إلى إسرائيل مع انتقال 240 أستراليًا إلى إسرائيل في عام 2010 مقارنةً بـ 165 في العام الذي سبقه.
أفاد التقرير السنوي للمجلس التنفيذي لليهود الأستراليين حول معاداة السامية في أستراليا في 27 نوفمبر 2016، بارتفاع معدل الحوادث المعادية للسامية في أستراليا، والتي تنطوي على تهديدات أو أعمال عنف بنسبة 10%، على مدار عام 2015 وانتهاءً في 30 سبتمبر 2016.

## التجارة
برز جوزيف بارو مونتفيوري (1803-1893) وشقيقه جاكوب بارو مونتفيوري (1801-1895)، من بين أهم اليهود من رواد الأعمال في أستراليا.  ويُعد جاكوب أحد مؤسسي مستعمرة جنوب أستراليا، وواحد من اليهود الذين اختارتهم الحكومة البريطانية للعمل في أول مجلس مفوضين، إذ عُين عام 1835 لتسيير شؤونه. وما زالت صورة جاكوب معلقةً في معرض الفنون بجنوب أستراليا، إذ تخلد مونتيفيوري هيل، وهي وجهة تطل على مدينة أديلايد، ذكراه حتى هذا اليوم. قدّم ابن أخيهم جاكوب ليفي مونتفيوري (1819-1885)، والتي كانت والدته أول ابنة عم للسير موسى مونتيفيوري، إلى جانب جي بي مونتفيوري،[بحاجة لتوضيح] دفعةً قويةً لعملية تأسيس نيو ساوث ويلز. وامتلك جاكوب ليفي مونتفيوري واحدةً من أكبر مزارع الأغنام في المستعمرة، وأسس بنك أسترالاسيا وعمل مديرًا له بسنوات عديدة. يتضح الارتباط الوثيق بين هذين المستعمرين من خلال بلدة مونتيفيوري في نيو ساوث ويلز، والتي تقع عند تقاطع نهري بيل وماكواري في وادي ويلينجتون. كان جوزيف مونتفيوري أول رئيس للجمع اليهودي الأول الذي شُكّل في سيدني عام 1832.
ما يزال يُذكر فايبن لويس سولومون من أديلايد لأعماله المميزة أثناء استكشاف المنطقة الشمالية الشاسعة من مستعمرته، والتي مثل مصالحها في البرلمان. وبذل إم في لازاروس من بينيغو، والمعروفة باسم بينديغو لازاروس، جهدًا كبيرًا لفتح أجزاء جديدة في المنطقة الخلفية من فيكتوريا. وحث ناثانيال ليفي، لسنوات عديدة، على زراعة الشمندر السكري لإنتاج السكر والمشروبات الروحية، والتي يرجع وجودها القصير كصناعة إلى اهتمام ليفي وشركة التقطير خاصته بالمواد الخام. ونشر في عام 1870 عملًا من 250 صفحة حول قيمة الشمندر السكري وقدرته على التكيف لتعزيز أهمية صناعته. وفي أستراليا الغربية، تدين بلدات كاريدال وبويانوب بوجودهما لمشروع اليهودي إم. س. ديفيز، تاجر الخشب المرموق.

## معاداة السامية
تمتع اليهود بالمساواة الرسمية أمام القانون ولم يتعرضوا لأي إعاقات مدنية أو أشكال أخرى من معاداة السامية التي يمكن ترعاها الدولة لاستبعادهم من المشاركة الكاملة في الحياة العامة. وكان اليهود مساهمين نشطين في العلوم والفن والأدب؛ وفي حكومة الحقبة الاستعمارية وعصر الكومنولث أيضًا، إذ شغل عدد منهم مناصب عامةً بارزةً، بما في ذلك العديد من المحافظين العامين. ولكن رفضت أستراليا اقتراحًا لإعادة توطين اللاجئين اليهود خلال الحرب العالمية الثانية، على الرغم من الأسلوب المتسامح الذي عاملتهم به.                                